# KOOP-LITERA international
KOOP-LITERA international ist ein seit 2009/10 existierendes unabhängiges Netzwerk von Institutionen in Deutschland, Luxemburg, Österreich und der Schweiz, die Nachlässe und damit vergleichbare Sammlungen verwalten und der Öffentlichkeit zugänglich machen. Als Portal bietet es kommentierte Informationen zu Archivportalen, fachlichen Standards und einschlägigen Publikationen. Hervorgegangen ist es aus einer gleichnamigen österreichischen Initiative, die auf einheimische Literaturarchive beschränkt war und insbesondere auf dem Projekt „Koordination der datenunterstützten Vernetzung österreichischer Literaturarchive“ (1997–2001) basierte.
Selbstdefinierte Aufgabe ist der Austausch von Erfahrungen bei der Bearbeitung und Präsentation von Nachlässen unter Berücksichtigung nationaler und internationaler Standards im für Nachlassbearbeitung typischen Schnittfeld von Archiv, Bibliothek und Museum, u. a. über eine gemeinsame Internet-Plattform und die Organisation regelmäßiger Tagungen der „nationalen“ KOOP-LITERA-Netzwerke in den jeweiligen Ländern. Alle drei bis vier Jahre wird darüber hinaus eine Tagung im internationalen Kontext ausgerichtet (2011 in Luxemburg, 2014 in Bern, 2017 in Berlin, 2021 in Wien und 2024 in Luxemburg).
Wesentlich mitgetragen wird das Netzwerk u. a. vom Literaturarchiv der Akademie der Künste in Berlin, der Abteilung Handschriften und alte Drucke der Bayerischen Staatsbibliothek in München, dem Deutschen Exilarchiv der Deutschen Nationalbibliothek in Frankfurt am Main, der Handschriftensammlung der Staatsbibliothek zu Berlin, der Sächsischen Landesbibliothek – Staats- und Universitätsbibliothek Dresden, dem Centre national de littérature / Luxemburger Literaturarchiv, dem Literaturarchiv der Österreichischen Nationalbibliothek, der Handschriftensammlung der Wienbibliothek im Rathaus und dem Schweizerischen Literaturarchiv der Schweizerischen Nationalbibliothek.